# 二重止め結び

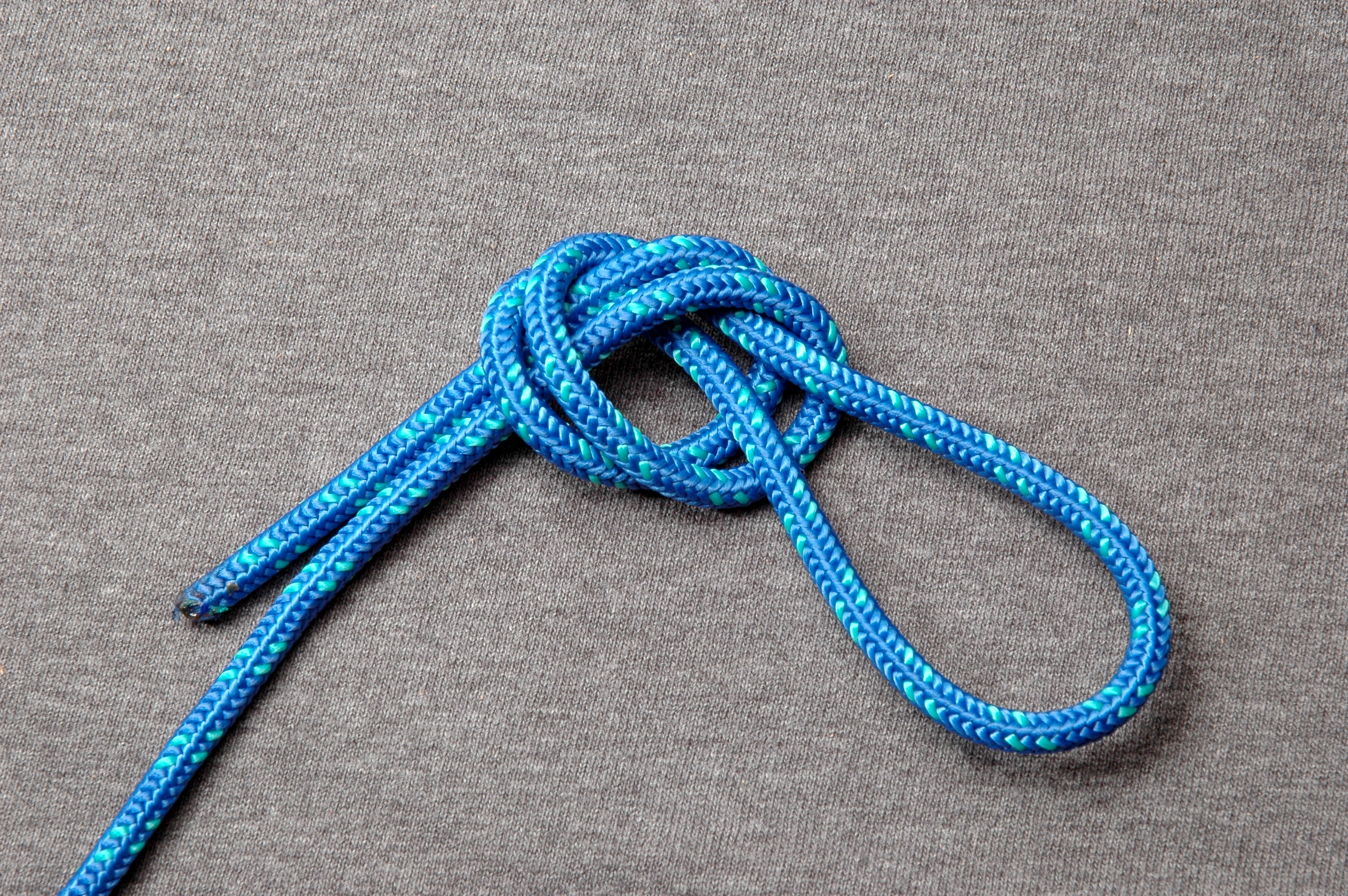
二重止め結び

二重止め結び（ふたえとめむすび/にじゅうとめむすび、Overhand loop）とは、ロープに固定した輪をつくるための結び方のひとつ。ループ・ノット・二重結び・フェラー結びともいう。
名前が紛らわしいが、多重止め結びの1種ではない。

## 結び方
ロープを2つ折りにした状態で止め結びをする。すると結んだあと動端側の部分がループとなっているので、それを芯にかければ二重止め結びとなる。ただしこの方法では閉鎖芯（切れ目の無い輪など）にループを通したいときには使えない。そういった場合は、（ロープを2つ折りにせず）少しゆるめに止め結びをつくり、動端を芯にかけてからさきほどの止め結びの結び目を逆向きに辿るように動端を動かしていく。

## 特徴・用途
二重止め結びによってつくった輪は、二重8の字結びやもやい結びでつくった輪と同じように固定されており大きさがかわらない。
強度という点では、二重8の字結びと比べるとやや劣る。
用途としては、
- 中間部分で二重止め結びの輪をつくり、ロープの痛んだ部分を逃がして、痛んだことによる強度の低下を回避する[8]。
- 芯にロープが食い込んでほしく無いとき、ヒッチの代わりとして使う[6]。
- 荷物に取っ手をつけたいとき、ふた結びと組み合わせて使用する[9]。

などがある。